# Сорокино (Калязинский район, у д. Воронцово)
Сорокино — деревня в Калязинском районе Тверской области. Входит в состав Нерльского сельского поселения.

## География
Находится в юго-восточной части Тверской области на расстоянии приблизительно 34 км на юг по прямой от районного центра города Калязин.

## История
Была отмечена на карте 1825 года. В 1859 году здесь (тогда деревня Калязинского уезда Тверской губернии) было учтено 50 дворов, в 1939 — 72, в 1978 —32 .

## Население
Численность населения: 306 человек (1859 год), 14 (русские 100 %) в 2002 году, 7 в 2010.